# Brooklyn Park (Minnesota)
Brooklyn Park è un comune (city) degli Stati Uniti d'America della contea di Hennepin nello Stato del Minnesota. La popolazione era di 75,781 persone al censimento del 2010, il che lo rende il secondo sobborgo più grande dell'area metropolitana di Minneapolis-Saint Paul.

## Storia
Precedentemente nota come Brooklyn Township, la township fu divisa nel 1860, quando il villaggio sud-est fu incorporato in Brooklyn Center e Crystal. I primi coloni che crearono la township provenivano dal Michigan e decisero di omaggiare il loro luogo di provenienza, Brooklyn. Brooklyn Park è stato incorporato come villaggio nel 1954, e incorporato come città nel 1969.

## Geografia fisica
Secondo lo United States Census Bureau, ha un'area totale di 26,57 miglia quadrate (68,82 km²).

## Società

### Evoluzione demografica
Secondo il censimento del 2010, c'erano 75,781 persone.

### Etnie e minoranze straniere
Secondo il censimento del 2010, la composizione etnica della città era formata dal 47,2% di bianchi, il 31,4% di afroamericani, lo 0,5% di nativi americani, il 15,4% di asiatici, lo 0,1% di oceanici, il 3,6% di altre razze, e il 3,7% di due o più etnie. Ispanici o latinos di qualunque razza erano il 6,4% della popolazione.